# Штрба
Штрба (слч. Štrba) насељено је мјесто са административним статусом сеоске општине (слч. obec) у округу Попрад, у Прешовском крају, Словачка Република.

## Становништво
| Година:    | 1994. | 2004.   | 2014.   | 2024.   |
| ---------- | ----- | ------- | ------- | ------- |
| Број људи: | 3844  | 3653    | 3543    | 3337    |
| Разлика:   |       | -4,96 % | -3,01 % | -5,81 % |

| Година:    | 2023. | 2024.   |
| ---------- | ----- | ------- |
| Број људи: | 3352  | 3337    |
| Разлика:   |       | -0,44 % |

Према подацима о броју становника из 2011. године насеље је имало 3.602 становника.